# Cymodusopsis aristoteliae
Cymodusopsis aristoteliae är en stekelart som beskrevs av Henry Lorenz Viereck 1912. Cymodusopsis aristoteliae ingår i släktet Cymodusopsis och familjen brokparasitsteklar. Inga underarter finns listade i Catalogue of Life.